# Komet Wirtanen
Komet Wirtanen  (uradna oznaka je 46P/Wirtanen) je periodični komet z obhodno dobo okoli 5,4 let. Pripada Jupitrovi družini kometov.

## Odkritje
Komet je 17. januarja 1948 odkril ameriški astronom Carl Alvar Wirtanen (1910–1990) s fotografiranjem na Observatoriju Lick. Zaradi pomanjkanja opazovalnih podatkov je potreboval več kot eno leto, da je ugotovil, da opazuje kratkoperiodični komet. 
Wirtanen je bil po prvotnem načrtu cilj vesoljske sonde Rosetta, ki je kasneje pristala na kometu Čurjumov-Gerasimenko, saj je bilo zamujeno časovno okno za izstrelitev.

## Lastnosti
Premer jedra kometa je 1,2 km.